# Bernhard Laum
Bernhard Laum (* 12. April 1884 in Velen; † 22. Oktober 1974 in Marburg) war ein deutscher Wirtschaftshistoriker.
Laum studierte zunächst Archäologie und Klassische Philologie und war nach der anschließenden Promotion für das Deutsche Archäologische Institut tätig. Nach der Habilitation lehrte er zunächst Altertumswissenschaften, seit 1920 Wirtschaftswissenschaften in Frankfurt am Main. 1923 wechselte er als Professor für Philologie und Archäologie an das Lyceum Hosianum nach Braunsberg. Zum 1. Mai 1933 trat er der NSDAP bei. Von 1936 bis zu seiner Emeritierung 1953 war er an der Universität Marburg als Professor für Sozial- und Wirtschaftsgeschichte tätig.
Laums Quellensammlung zum antiken Stiftungswesen gilt als Standardwerk. Große Beachtung fand die in seiner Habilitationsschrift Heiliges Geld entwickelte Theorie, dass sich Geld aus einem religiösen Ursprung – einer Art „religiösem Handel“ – heraus entwickelt habe.